# Sékou
Sékou är ett arrondissement i kommunen Allada i Benin. Den hade 16 124 invånare år 2002.